# Bjarni Friðriksson
Bjarni Friðriksson (29. svibnja 1956.) je bivši islandski judaš. Tijekom svoje sportske karijere nastupio je na četiri Olimpijade (1980., 1984., 1988. i 1992.) a najuspješnije su mu bile igre u Los Angelesu gdje je osvojio brončanu medalju zajedno sa zapadnonjemačkim predstavnikom Güntherom Neureutherom.
Tim uspjehom postao je najuspješniji nacionalni judaš i drugi islandski osvajač olimpijske kolajne.

## Vanjske poveznice
- Sports-reference.com  Arhivirana inačica izvorne stranice od 18. travnja 2020. (Wayback Machine)